# Marcelo Díaz (músico)
Marcelo Díaz (n. ca. 1948), es un músico y cantante argentino, con registro de tenor, orientado principalmente a la música popular argentina, que integró el Cuarteto Zupay, uno de los grupos vocales más destacados de Argentina, entre 1971 y 1978.

## Trayectoria
En 1971 fue convocado para integrar el Cuarteto Zupay como primer tenor, en reemplazo de Eduardo Cogorno. Integró el grupo junto a Pedro Pablo García Caffi (barítono), Aníbal López Monteiro (segundo tenor) y Javier Zentner (bajo). Durante su permanencia en el conjunto, Lopez Monteiro fue reemplazado por Rubén Verna (1972) y Zentner por Eduardo Vittar Smith, quien se reintegró en 1973.
Participó en cuatro álbumes grabados por el Cuarteto Zupay. Entre las obras más destacadas realizadas con el Cuarteto Zupay se encuentra El inglés, obra teatral-musical sobre las Invasiones Inglesas, escrita por Juan Carlos Gené en 1974, con música de Rubén Verna y Oscar Cardozo Ocampo y protagonizada por el actor Pepe Soriano. La obra obtuvo un gran éxito y fue representada durante 1974, 1975 y primer trimestre de 1976, en todas partes del país, interrumpiéndose por el golpe militar del 24 de marzo de 1976 y sería repuesta a partir de 1983, pero en ese momento Díaz ya no se encontraba en el grupo. 
Durante la dictadura militar fue incluido durante tres años en las listas negras, junto con el Cuarteto Zupay. Luego de viajar a España en 1977 y tomar plena conciencia de la gravedad de las violaciones de los derechos humanos que estaba cometiendo la dictadura argentina, decidió permanecer en España, abandonando el grupo. Su lugar fue ocupado por Gabriel Bobrow.

## Discografía

### Álbumes con el Cuarteto Zupay
1. Si todos los hombres..., CBS Columbia, E 19141, 1972
2. Cuarteto Zupay, CBS Columbia, 19316, 1973
3. Canciones que canta el viento, Philips, 5334, 1976
4. El arte de Zupay, Philips (España), 1977